# 73-as főút
73-as főút (ungarisch für ‚Hauptstraße 73‘) ist eine ungarische Hauptstraße. Sie trennt sich in Csopak 2 km östlich von Balatonfüred von der am Nordufer des Balaton (Plattensee) entlang führenden 71-es főút und trifft auf die Veszprém südlich umgehende 8-as főút (Europastraße 66), an der sie endet.
Die Gesamtlänge der Straße beträgt 12 Kilometer.